# Панайот-Хитово
Панайот-Хитово (болг. Панайот Хитово) — село в Болгарии. Находится в Тырговиштской области, входит в общину Омуртаг. Население составляет 333 человека.
Названо в честь Панайота Хитова (1830—1918), болгарского революционера.

## Политическая ситуация
В местном кметстве Панайот-Хитово, в состав которого входит Панайот-Хитово, должность кмета (старосты) исполняет Гюрсел Хамзов Хамидов (Движение за права и свободы (ДПС)) по результатам выборов правления кметства.
Кмет (мэр) общины Омуртаг — Неждет Джевдет Шабан Движение за права и свободы (ДПС)) по результатам выборов в правление общины.